# Pokolj u Amritsaru
Pokolj u Jallianwalah Baghu, također poznat kao pokolj u Amritsaru bio je pokolj koji se dogodio u Amritsaru 1919. godine. Ime je dobio po Jallianwala Baghu, hramu u sjevernom indijskom gradu Amritsaru, pokrajina Punjab. Dana 13. travnja 1919. vojnici britansko-indijske vojske počeli su pucati na nenaoružanu gomilu muškaraca, žena i djece. Odgovorna osoba bio je brigadni general Reginald Dyer, vojni zapovjednik Amritsara.
Pucnjava je trajala desetak minuta. Prema službenim izvorima vlasti Britanske Indije ubijeno je 379 ljudi. Prema drugim izvorima, bilo je više od 1000 smrtnih slučajeva, s više od 2000 teško ozlijeđenih. Civilni kirurg dr. Smith rekao je da je bilo 1500 žrtava.

## Pozadina
Prvi svjetski rat je započeo velikom potporom i prijateljskim odnosom prema Ujedinjenom Kraljevstvu od strane čelnika Indije. To Britanci nisu očekivali, jer su mislili da bi moglo doći do pobune. Indija je puno pomogla britanskim ratnim naporima dajući ljude i resurse. Oko 1,3 milijuna indijskih vojnika i radnika služilo je u Europi, Africi i Bliskom istoku, dok su i indijska vlada i prinčevi slali velike zalihe hrane, novca i streljiva.
Međutim, Bengal i Punjab su bila područja u kojima ljudi još uvijek nisu simpatizirali Britance. Teroristički napadi u Bengalu bili su povezani s nemirima u Punjabu. Osim toga, od početka rata prekomorsko indijansko stanovništvo (uglavnom iz Kanade, Njemačke i Sjedinjenih Država) pokušalo je pokrenuti pobunu u Indiji sličnu pobuni iz 1857. godine. Uz Irsku republikansku, njemačku i tursku pomoć, napravljena je velika zavjera nazvana Hindu-njemačka zavjera.  Ova je urota također pokušala natjerati Afganistan da ne podržava Britansku Indiju.
Nakon Prvog svjetskog rata, veliki broj mrtvih i ranjenih, inflacija, veliki porezi i drugi problemi uvelike su utjecali na narod Indije. Indijski vojnici krijumčarili oružje u Indiju kako bi se riješili britanske vladavine. Različite skupine udružile su se kako bi zahtijevale neovisnost od Britanije. Godine 1916. Indijski nacionalni kongres i Muslimanska liga potpisali su Lucknow pakt, pristajući izgraditi granicu koja dijeli Punjab (Indiju) i Pakistan.
Jačanje građanskih nemira diljem Indije, posebno među mlinarima u Bombayu, dovelo je do formiranja Rowlattova odbora 1919. Rowlattov odbor dobio je ime po Sydneyu Rowlattu, engleskom sucu. Posao odbora bio je da poveže njemačke i boljševičke veze s militantnim pokretom u Indiji, posebno u Punjabu i Bengalu.
Odbor je zatražio produženje Zakona o obrani Indije iz 1915. Taj je čin dao potkraljevoj vladi veliku moć, koja je uključivala ušutkavanje tiska, uključujući pritvaranje političkih aktivista bez suđenja, uhićenje bez naloga bilo koje osobe osumnjičene za izdaju. Ovaj čin izazvao je veliki bijes u Indiji.

## Situacija prije pokolja
Na događaje koji su uslijedili nakon Rowlattova zakona 1919. godine utjecali su i događaji povezani s Ghadarskom zavjerom. U to su se vrijeme trupe britanske–indijske vojske vraćale s bojišta Europe i Mezopotamije dok je vladala gospodarska kriza u Indiji. Bilo je mnogo pokušaja pobune 1915., a suđenje zavjerenicima u Lahoreu još uvijek je bilo u pozornosti javnosti. Vijesti o mladim Muhadžirima koji su se borili u ime Turskog kalifata i kasnije za Crvenu armiju tijekom Ruskog građanskog rata također su počele stizati do Indije. Ruska revolucija također je počela utjecati na Indiju. U to se vrijeme Mahatma Gandhi, do tada relativno nepoznat u Indiji političkoj sceni, počeo pojavljivati kao vođa narodnih masa.
Gandhijev poziv na prosvjed protiv Rowlattovog zakona dobio je očekivani odgovor - počeli su bijesni nemiri i prosvjedi. Situacija, posebno u Punjabu, vrlo brzo je postala loša. Svi željeznički, telegrafski i komunikacijski sustavi bili su u prekidu. Ogromno mnoštvo od 20.000 ljudi marširalo je Lahoreom.
U Amritsaru se više od 5000 ljudi okupilo u Jallianwala Baghu. Michael O'Dwyer je vjerovao da je to bio dio pokušaja pobune protiv Britanaca. James Houssemayne Du Boulay je navodno pripisao izravnu vezu između straha od ustanka Ghadarita usred sve napetije situacije u Punjabu i britanskog odgovora koji je završio pokoljem.
Dana 10. travnja 1919. održan je prosvjed u rezidenciji zamjenika povjerenika Amritsara, grada u Punjabu, velikoj pokrajini u sjeverozapadnom dijelu tadašnje nepodijeljene Indije. Prosvjedi su održani kako bi se zahtijevalo oslobađanje dvojice popularnih vođa Indijskog pokreta za neovisnost, Satya Pala i Saifuddin Kitchlewa, koji su ranije bili uhićeni zbog svojih prosvjeda. Na gomilu su pucale britanske trupe, a pucnjava je potakla razjareni narod na još više nasilja. Kasnije tog dana napadnuto je i zapaljeno nekoliko banaka i drugih vladinih zgrada, uključujući gradsku vijećnicu i željezničku postaju. Nasilje se nastavilo povećavati i rezultiralo je smrću najmanje 5 Europljana, uključujući vladine službenike i civile.

## Pokolj
Sljedeća dva dana grad Amritsar bio je miran, no nasilje se nastavilo u drugim dijelovima Punjaba. Željezničke linije su prekinute, telegrafske postaje uništene, vladine zgrade spaljene, a tri Europljana su ubijena. Do 13. travnja, britanska vlada odlučila je staviti većinu Punjaba pod vojno stanje. Zakonodavstvo je postavilo ograničenja na brojne građanske slobode, uključujući slobodu okupljanja, zabranjujući okupljanja više od četiri osobe.
Unatoč odluci Dyerove administracije da se zabrane sva okupljanja, tisuće ljudi okupilo se u vrtu Jallianwala Bagh u blizini Zlatnog hrama u Amritsaru. Datum je bio na dan Baisakhi festivala koji je također bio Nova godina za Sikhe. Više od dvjesto godina ovaj je festival privlačio tisuće ljudi iz cijele Indije. Ljudi bi danima putovali kako bi stigli u Amritsar.
Sat vremena nakon što je okupljanje započlo prema rasporedu u 17:30, pukovnik Dyer je stigao u Bagh sa skupinom od 50 vojnika, uključujući 25 Gurkha iz 1. bojne 9. Gurkha streljačkog puka, Paštua i Baludžija i 59. Sindh streljačkog puka. Svih pedeset je bilo naoružano [britanskim 303 Lee–Enfield puškama s zatvaračem. Dyer je možda posebno odabrao trupe iz tih etničkih skupina zbog njihove dokazane lojalnosti Britancima. Također je dovezao dva oklopna automobila naoružana mitraljezima; međutim, vozila nisu mogla ući u kompleks kroz uske ulaze. Jallianwala Bagh je sa svih strana bio okružen kućama i zgradama i imao je samo pet uskih ulaza, od kojih je većina bila stalno zaključana. Glavni ulaz je bio relativno širok, ali je bio jako čuvan vojnicima uz podršku oklopnih vozila kako bi spriječili da itko izađe.
Dyer je naredio vojnicima da pucaju u najgušće skupine ljudi. Ne mogavši pobjeći, ljudi su se pokušali popeti na zidove parka. Mnogi su skočili u bunar unutar imanja kako bi pobjegli od metaka. Ploča na spomeniku govori da je iz bunara izvučeno 120 tijela.
U pucnjavi su stotine ljudi ubijene, a tisuće su ranjene. Pucnjava je trajala desetak minuta, odnosno dok sve zalihe metaka nisu bile potrošene. U telegramu poslanom Dyeru, britanskom podguverneru Punjaba, Sir Michael O'Dwyer je napisao: "Vaš postupak je ispravan. Zamjenik guvernera odobrava."
O'Dwyer je tražio da se vojno stanje proglasi u Amritsaru i drugim područjima. To je nakon masakra dopustio Potkralj, lord Chelmsford.

## Posljedice
Dyerov potez su britanske vlasti isprva odobravale, ali u srpnju 1920. Donji dom ga je prisilno umirovio.
Ovaj događaj je snažno odjeknuo među narodima Indije i natjerao je mnoge umjerene Indijce da napuste svoju prijašnju lojalnost Britancima i postanu nacionalisti nepovjerljivi prema britanskoj vladavini.